# Komisariat Straży Granicznej „Łapsze Niżne”
Komisariat Straży Granicznej „Łapsze Niżne” – jednostka organizacyjna Straży Granicznej pełniąca służbę ochronną na granicy polsko-czechosłowackiej w latach 1938–1939.

## Formowanie i zmiany organizacyjne
Rozkazem nr 3 z 31 grudnia 1938 roku w sprawach reorganizacji jednostek na terenach Śląskiego, Zachodniomałopolskiego i Wschodniomałopolskiego okręgów Straży Granicznej, a także utworzenia nowych komisariatów i placówek, komendant Straży Granicznej płk Jan Gorzechowski, działając na podstawie upoważnienia Ministra Skarbu z 14 października 1938 roku nakazał utworzyć nowy komisariat Straży Granicznej „Łapsze Niżne”. Ustalił też etat komendy: 2 oficerów, 3 szeregowych, 1 bryczka, 2 konie, 3 kbk, 3 pistolety.
Tym samym rozkazem przydzielił placówki: „Grochołowice” i „Jurgów” z komisariatu „Zakopane”.
Rozkazem nr 3 z 31 grudnia roku w sprawach reorganizacji jednostek na terenach Śląskiego, Zachodniomałopolskiego i Wschodniomałopolskiego okręgów Straży Granicznej, a także utworzenia nowych komisariatów i placówek, komendant Straży Granicznej płk Jan Gorzechowski przeniósł placówkę I linii „Grochołowce” do Łapszanki.

## Funkcjonariusze komisariatu
| Kierownicy/komendanci komisariatu | Kierownicy/komendanci komisariatu | Kierownicy/komendanci komisariatu | Kierownicy/komendanci komisariatu |
| stopień                           | imię i nazwisko                   | okres pełnienia służby            | kolejne stanowisko                |
| --------------------------------- | --------------------------------- | --------------------------------- | --------------------------------- |
| aspirant                          | Franciszek Pawlak                 | 15 III 1939 -                     |                                   |
| Zastępcy komendanta komisariatu   |                                   |                                   |                                   |
| starszy strażnik                  | Franciszek Kuta                   | 1 V 1939 –                        |                                   |

## Struktura organizacyjna
Organizacja komisariatu w 1938:
- komenda − Łapsze Niżne
- placówka Straży Granicznej I linii „Grochołowice” → przeniesiona do Łapszanki
- placówka Straży Granicznej I linii „Jurgów” → w 1938 przeniesiona z komisariatu „Zakopane”
- placówka Straży Granicznej I linii „Niedzica”
- placówka Straży Granicznej I linii „Kacwin”
- placówka Straży Granicznej I linii „Sromowce Wyżne” ← w 1938 przeniesiona z komisariatu „Krościenko”
- placówka Straży Granicznej II linii „Łapsze Niżne”